# Francesco Cariello
Francesco Cariello (Bitonto, 3 maggio 1975) è un politico italiano.

## Biografia
Cariello si è laureato in ingegneria gestionale presso il Politecnico di Bari.
Alle elezioni comunali in Puglia del 2008 si è candidato senza successo al consiglio comunale di Bitonto per la lista "Amici di Beppe Grillo", raccogliendo 27 preferenze. In virtù di tale candidatura, si è proposto alle "parlamentarie" per la definizione dei candidati del Movimento 5 Stelle alle elezioni politiche del 2013 ed è stato quindi candidato alla Camera dei deputati nella circoscrizione XXI Puglia.
Il 24 e 25 febbraio 2013 è stato eletto deputato della XVII legislatura della Repubblica Italiana. Ha quindi ricoperto l'incarico di componente della V commissione parlamentare permanente (Bilancio, tesoro e programmazione) e da giugno 2014 quello di vicepresidente della commissione parlamentare di inchiesta sui fenomeni della contraffazione, della pirateria in campo commerciale e del commercio abusivo.
Nel 2018 viene escluso dalle "parlamentarie" per le elezioni politiche del 2018 a seguito di una condanna a due mesi e venti giorni, secondo lo stesso già estinta e non inclusa nel casellario giudiziario. Nello stesso anno con un post del blog ufficiale, il M5S annuncia l'espulsione di Cariello per non aver autorizzato l'accesso ai dati in possesso del MEF sulle restituzioni di parte dello stipendio parlamentare al fondo del microcredito.
Il 18 aprile 2018 lascia il Movimento 5 Stelle e aderisce a Italia in Comune.